# Chiesa madre (Poggioreale)
La chiesa madre di Poggioreale è una chiesa monumentale di Napoli; è la chiesa madre del cimitero di Poggioreale.

## Storia e descrizione
La costruzione del tempio è legata alla realizzazione del Cimitero Monumentale, che fu progettato nel 1812 e portato avanti solo nei decenni successivi.
L'edificio, dedicato alla Pietà, è uno dei più interessanti esempi di architettura neoclassica della città. Si presenta infatti con una facciata caratterizzata da quattro enormi colonne di ordine dorico.
La costruzione si è protratta per ben 40 anni e per la sua realizzazione intervennero Francesco Maresca, che vi lavorò realizzando le fondamenta e la parte basamentale nonché i due chiostri minori, fino al 1821 quando subì una paralisi; poi dopo una fase di stasi dei lavori dovuta alla morte del Maresca, dal 1825 subentrò Luigi Malesci che disegnò l'edificio e insieme a Ciro Cuciniello, suo coadiuvatore nei lavori, aggiunse il chiostro grande a nord. Nel 1853, morto il Malesci, gli subentrò Gaetano Genovese a continuare l'opera apportando alcune modifiche all'impianto.
Il processo di completamento si concluse solo nel 1878, quando la chiesa fu benedetta e il suo altare maggiore consacrato da monsignor Vincenzo Materozzi, vescovo di Ruvo e Bitonto.
L'interno è custode di una pregevole Pietà marmorea, scolpita da Gennaro Calì, in passato posta sull'altare maggiore; altre sculture sono di Tommaso Arnaud e Luigi Persico. Sono presenti tele di Camillo Guerra, Filippo Marsigli, Francesco Oliva e Vincenzo Morani. Inoltre anche all'interno ci sono sepolture architettonicamente importanti, come quella progettata da Errico Alvino per il mercante Domenico Bonucci oppure tombe di personaggi illustri come il chirurgo ottocentesco Cosimo De Horatiis o il ministro borbonico Nicola Intonti.
Ai lati della chiesa madre stanno i due ingressi al chiostro grande.